# Matylda Korutanská
Matylda Korutanská († 13. prosince 1160/1161) byla hraběnka z Blois, Champagne a Chartres z dynastie Sponheimů.

## Život
Narodila se jako jediná dcera korutanského vévody Engelberta a Uty Pasovské. Roku 1123 byla provdána za Theobalda IV. z Blois, vzpurného leníka Ludvíka VI. Společně s manželem založili roku 1151 klášter Pommeraie.